# Venda Nova do Imigrante
Venda Nova do Imigrante är en kommun i Brasilien.   Den ligger i delstaten Espírito Santo, i den sydöstra delen av landet, 900 km sydost om huvudstaden Brasília. Antalet invånare är 20 468.
Omgivningarna runt Venda Nova do Imigrante är en mosaik av jordbruksmark och naturlig växtlighet. Runt Venda Nova do Imigrante är det ganska tätbefolkat, med 72 invånare per kvadratkilometer.